# 히나타 미나미
히나타 미나미(일본어: 日向 未南 ひなた みなみ[*])는 일본의 여성 성우. 후쿠시마현 출신. 액셀원 소속.

## 출연작

### TV 애니메이션
- 2020년
  - 크레용 신짱
  - 요괴학원 Y ~N과의 조우~ - 키요타 테츠 외 (레귤러 프로그램)

- 2021년
  - 임금님 랭킹 - 봇지
  - 메가톤급 무사시 - 고양이

- 2022년
  - 현자의 제자를 자칭하는 현자 - 루미나리아